# 大竹沢治
大竹 澤治（澤治、おおたけ さわじ、1875年（明治8年）5月5日 - 1923年（大正12年）7月29日）は、日本の陸軍軍人。最終階級は陸軍少将。

## 経歴
新潟県出身。大竹義栄の二男として生れる。私立村上学校を経て、1896年（明治29年）5月、陸軍士官学校（7期）を卒業し、翌年1月歩兵少尉に任官し歩兵第16連隊付となる。1902年（明治35年）11月、陸軍大学校（16期）を優等で卒業。1903年（明治36年）8月、歩兵大尉に昇進し歩兵第16連隊中隊長に就任。陸軍省軍務局付、大本営参謀を経て、1904年（明治37年）6月、満州軍参謀に発令され、翌月から同年11月まで日露戦争に出征。この間、第4軍参謀、満州軍総司令部付を務めた。1905年（明治38年）1月、大本営付となり、同年3月、第13師団参謀に発令され樺太の戦いに従軍した。
1906年（明治39年）1月、軍務局課員（軍事課）となり、以後、ドイツ駐在（軍事研究）、近衛歩兵第1連隊付、陸大教官、参謀本部員などを務め、1916年（大正5年）4月、歩兵大佐に進み参謀本部付となる。参謀本部課長を経て、1917年（大正6年）8月、歩兵第38連隊長に就任。参謀本部課長を経て、1920年（大正9年）8月、陸軍少将に進級し参謀本部付（国際連盟陸軍代表随員）となる。1922年（大正11年）2月、参謀本部第1部長に転じた。同年11月、香川県での特別大演習で落馬して脳溢血を発症したが回復し、1923年（大正12年）5月に復帰したが、再び病気が再発し6月に待命となり、翌月1日、予備役に編入され、同月、東京市四谷区四谷永住町（現四谷）の自宅で死去した。墓所は多磨霊園。

## 栄典
位階
- 1920年（大正9年）9月10日 - 正五位[6]

勲章等
- 1915年（大正4年）11月7日 - 旭日中綬章・大正三四年従軍記章[7]